# PSR B1620-26 b
PSR B1620-26 b (nieoficjalnie Planeta Matuzalem, często oznaczana błędnie jako PSR B1620-26c) – planeta pozasłoneczna położona około 12 400 lat świetlnych od Ziemi w gwiazdozbiorze Skorpiona. Planeta okrąża układ podwójny PSR B1620-26, w którym jednym składnikiem jest pulsar, a drugim biały karzeł. Planeta ta jest najstarszą znaną planetą, przypuszcza się, że liczy 12,7 miliarda lat (93,1% wieku Wszechświata, który liczy 13,75 mld lat).

## Nazwa
Oficjalna nazwa planety to "PSR B1620-26 b". Używana bywa także nieoficjalna nazwa "Matuzalem", pochodząca od biblijnej osoby Matuzalema (który był "najstarszą żyjącą osobą"). "Matuzalem" jest obecnie jedną z planet pozasłonecznych, które nieoficjalnie otrzymały nazwę z mitologii (tak jak te w Układzie Słonecznym), obok planet 51 Pegasi b ("Bellerofont") i HD 209458 b ("Ozyrys").
Dawniej bywała oznaczana PSR B1620-26c, ze względu na to, że jest trzecim ciałem odkrytym w tym układzie – planeta okrąża system podwójny gwiazd (A/B).

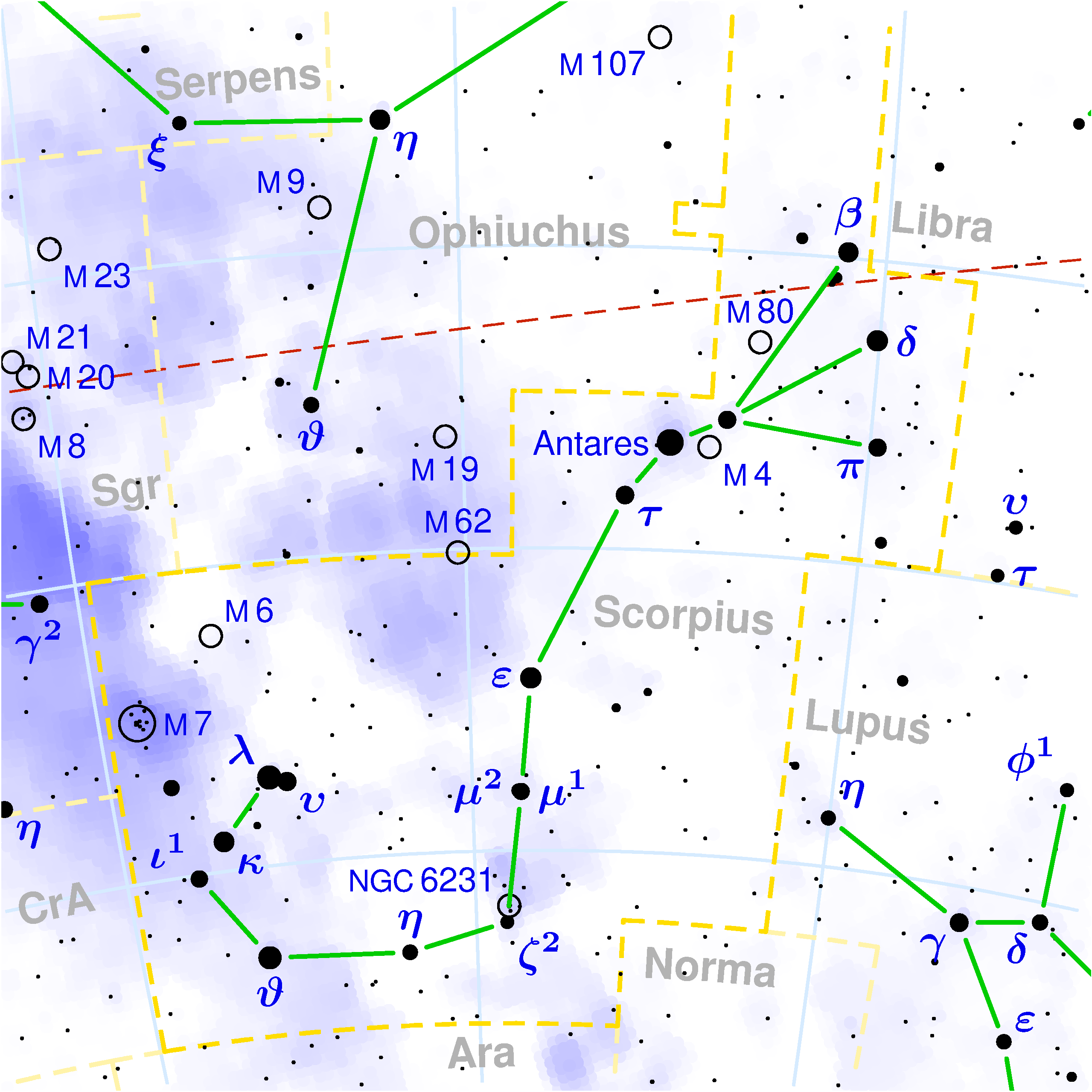
System znajduje się w gromadzie gwiazd Messier 4 (M4)

## Wykrycie i potwierdzenie
Jak niemal wszystkie planety pozasłoneczne odkryte do tamtego czasu, PSR B1620-26 b została pierwotnie wykryta dzięki efektowi Dopplera, powodującemu cykliczne zmiany w promieniowaniu gwiazdy (w tym przypadku zmienia się widoczny cykl pulsara). We wczesnych latach 90. grupa astronomów, której przewodniczył Donald Backer, badała pulsar podwójny. Astronomowie zainteresowani byli anomaliami w przemieszczeniu dopplerowskim, dającymi się wytłumaczyć jedynie istnieniem trzeciego, nie świecącego ciała. W ciągu kilku lat efekty grawitacji planety na orbicie wokół pulsara i białego karła zostały zmierzone, umożliwiając oszacowanie masy trzeciego obiektu. Wniosek, że trzeci obiekt to planeta, został ogłoszony przez Stephena Thorsetta i jego współpracowników w 1993.
Badania orbity planety pozwoliły także na oszacowanie masy białego karła i zweryfikowanie hipotezy zakładającej, że biały karzeł powinien być młody i gorący (opartej na podstawie teorii formowania się planet). 10 lipca 2003 na konferencji prasowej NASA ogłoszono wykrycie białego karła przy użyciu Teleskopu Hubble'a i potwierdzenie jego przewidywanych właściwości. Odkrycia dokonał zespół pod kierownictwem Steinna Sigurdssona; na konferencji wprowadzono też nazwę "Matuzalem".

| Jowisz | PSR B1620-26 b |
| ------ | -------------- |
|        |                |

## Właściwości fizyczne

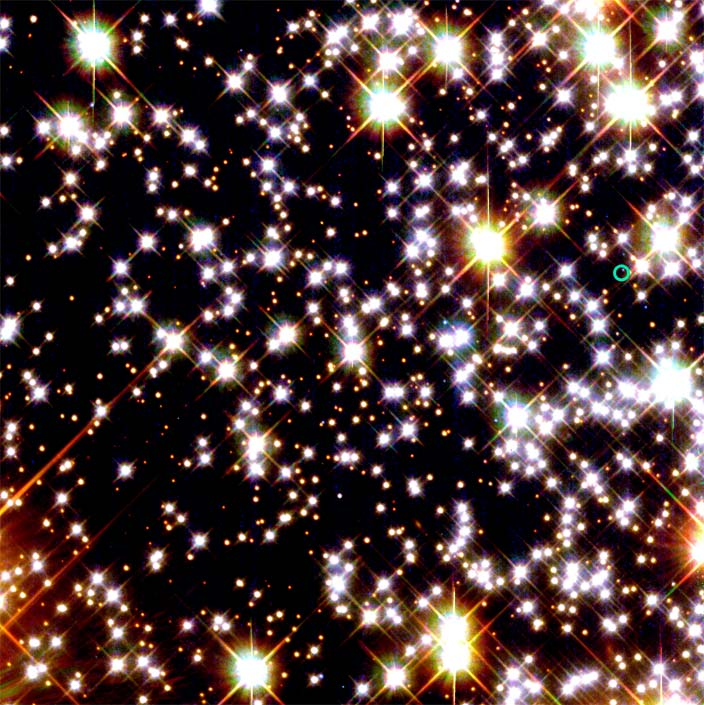
Umiejscowienie systemu w gromadzie M4 (zaznaczone zielonym kółkiem)

PSR B1620-26 b krąży wokół układu podwójnego gwiazd. Jednym składnikiem jest pulsar, gwiazda neutronowa rotująca wokół własnej osi z częstotliwością 100 Hz (100 obrotów na sekundę). Drugi składnik to biały karzeł, mający masę około 0,34 masy Słońca. Gwiazdy te okrążają wspólny środek masy, oddalone o około 1 j.a. w czasie ok. pół roku. Trzeci obiekt w tym układzie to planeta PSR B1620-26 b. Ma ona masę około 2,5 mas Jowisza i okrąża układ podwójny w odległości ok. 23 j.a. (3,45 miliardów km), trochę większej niż odległość Urana od Słońca. Rok na planecie trwa około 100 lat ziemskich.
System ten znajduje się stosunkowo blisko jądra gromady gwiazd Messier 4. Wiek gromady został oszacowany na około 12,7 miliarda lat, a ponieważ wszystkie gwiazdy w gromadzie powstały w przybliżeniu w tym samym okresie, a planety powstają w tym samym czasie co macierzyste gwiazdy, prawdopodobnym jest, że PSR B1620-26 b liczy także około 12,7 miliarda lat. Jest to znacznie więcej niż jakakolwiek inna znana planeta oraz prawie trzy razy więcej niż Ziemia.

### Historia ewolucji układu

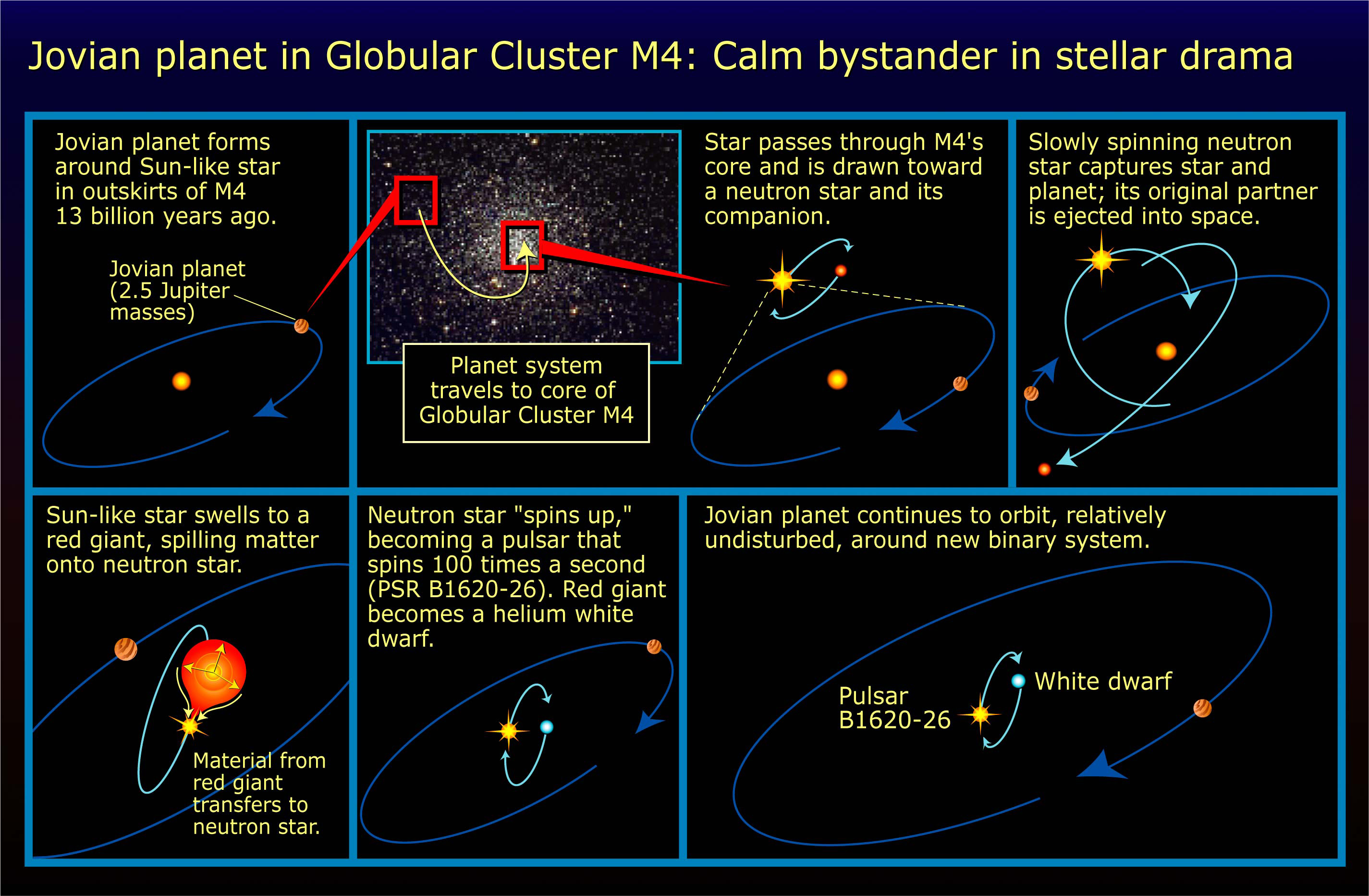
Ewolucja systemu PSR B1620-26

Pochodzenie planety jest wciąż wątpliwe, ale prawdopodobnie nie została uformowana w takim układzie, w jakim jest dziś obserwowana. Z powodu zmniejszenia siły grawitacji w czasie, gdy jądro gwiazdy zapadło się do gwiazdy neutronowej i wyrzuciła ona większość masy jako supernowa, jest mało prawdopodobne, że planeta mogła pozostać na pierwotnej orbicie. Bardziej prawdopodobne jest, że planeta uformowała się na orbicie wokół gwiazdy, która w późniejszym czasie stała się białym karłem i że gwiazda wraz z planetą zostały jedynie później przechwycone na orbitę wokół gwiazdy neutronowej.
Takie przechwyty grawitacyjne gwiazd nie są częstym zjawiskiem w dysku Drogi Mlecznej, gdzie znajduje się nasze Słońce, ale w gęstym jądrze gromady gwiazd występują o wiele częściej. W okresie 10 miliardów lat gwiazda neutronowa najprawdopodobniej przechwyciła macierzystą gwiazdę planety na wąską orbitę, prawdopodobnie tracąc przy tym pierwotnego towarzysza. Około pół miliarda lat temu, nowo przejęta gwiazda zaczęła ewoluować w czerwonego olbrzyma (zobacz ewolucja gwiazd).
Typowy okres obrotu pulsara dla młodych gwiazd jest większy od sekundy, a z czasem skraca się (częstotliwość rotacji wzrasta); bardzo krótkie okresy obrotu w  pulsarach milisekundowych są spowodowane akrecją materii z innego składnika układu. Okres obrotu pulsara z systemu PSR B1620-26 to 10 milisekund, co wskazuje na silny przepływ materii w przeszłości.